# بوروشوویتسه
بوروشوویتسه (به لهستانی:  Boruszowice) یک روستا در لهستان است که در گمینا تووروگ واقع شده‌است. بوروشوویتسه ۱٬۰۰۰ نفر جمعیت دارد.